# Cyperus fulgens
Cyperus fulgens är en halvgräsart som beskrevs av Charles Baron Clarke. Cyperus fulgens ingår i släktet papyrusar, och familjen halvgräs.

## Underarter
Arten delas in i följande underarter:
- C. f. contractus
- C. f. fulgens